# Giustino
Pour les articles homonymes, voir Giustino (opéra) et San Giustino (homonymie).
Giustino est une commune italienne d'environ 700 habitants située dans la province autonome de Trente dans la région du Trentin-Haut-Adige dans le nord-est de l'Italie.

## Administration
| Période                                  | Période | Identité | Étiquette | Qualité |
| ---------------------------------------- | ------- | -------- | --------- | ------- |
|                                          |         |          |           |         |
| Les données manquantes sont à compléter. |         |          |           |         |

### Communes limitrophes
Les communes limitrophes sont  Caderzone, Carisolo, Comano Terme, Massimeno, Pinzolo, Spiazzo, Stenico, Strembo et Vermiglio.